# Vemodspunk
Vemodspunk är en subgenre inom punkmusik som har vuxit fram i Sverige under de senaste åren. Genren kännetecknas av sina melankoliska och introspektiva texter som kombinerar punkens energi med postpunkens atmosfäriska ljud och känslomässiga uttryck. Texterna handlar ofta om teman som sorg, existentiell ångest och samhällskritik, vilket ger musiken en känslomässig energi som går bortom den vanliga punkens aggression.
Vemodspunk påminner om, men skiljer sig från, andra närliggande stilar som postpunk och indie rock. Den förknippas med band som Masshysteri, Hurula och Vånna Inget som blandar punkens energi med en mer melankolisk och poetisk känsla.